# Inferno di fuoco (film 2002)
Inferno di fuoco (Superfire) è un film televisivo del 2002, del genere catastrofico, diretto da Steven Quale.

## Trama
James Marrick è un pilota di aerei-cisterna che durante una missione col collega Reggie contravviene agli ordini del supervisore Baylis ed effettua un lancio di schiuma sbagliato causando la morte di una squadra di dodici persone. Dieci mesi più tardi Marrick, che passa il tempo facendo indagini sugli incendi del passato, viene contattato da Reggie che lo invita a tornare in squadra. Marrick accetta ma nelle foreste dell'Oregon sono scoppiati tre incendi sospetti che secondo Marrick potrebbero portare a un unico e inarrestabile super incendio. Visti i suoi precedenti Baylis non gli dà retta ma il computer conferma questa teoria.
Purtroppo oramai è troppo tardi. Una squadra di dieci persone muore nel tentativo di fermare uno degli incendi. Sopravvivono solo la recluta Rob Torreck e, per poco, il supervisore Joe. Nel frattempo anche un gruppo di ragazzi è colto di sorpresa dall'incendio e rischia di morire come le quindicimila persone che vivono nella zona e le centinaia di migliaia che abitano a Portland. Marrick e Reggie compiono un inutile e pericoloso tentativo di salvare la squadra di Torreck mentre alla base si sentono i membri della squadra alle prese con il loro straziante dolore.
Baylis è arrabbiato perché Marrick ha rotto l'ultimo aereo rimasto a disposizione mentre la collega Sammy lo informa che non poteva fare niente per questa squadra e probabilmente anche per quella di dieci mesi prima. Ma Marrick ha un'ultima idea, utilizzare una bomba aria-benzina. Lui e Sammy decidono di sganciare la bomba per salvare la zona mentre Baylis voleva aspettare per avere una migliore visuale ma ciò avrebbe significato salvare solo Portland. I piloti riescono nella loro missione e sopravvivono nonostante Reggie avesse decretato che fosse una missione suicida. Anche il gruppo di ragazzi si salva e l'incendio si spegne definitivamente grazie alla bomba.

## Curiosità
Il film è uscito in dvd con il titolo Superfire - Più caldo dell'inferno.